# AOL Instant Messenger
AOL Instant Messenger（略称：AIM）は、米AOLが配布していたインスタントメッセンジャー。インスタントメッセージやファイル転送の機能を備える。

## 概要
1997年5月にサービスを開始。
日本語版は1998年12月に配布を開始した。
かつてのAOLのシェアの大きさから多くのユーザと多数の互換クライアントソフトが存在し、MSN MessengerやYahoo! Messengerと並ぶインスタントメッセージソフトだった。
2016年時点の公式クライアントは、Windows版とmacOS版、及びにiOS版とAndroid版であった。互換クライアントを利用すればLinux等の環境からも利用できる。公式サイトからWeb版へのサインインも可能。
なお利用にはAOLのアカウントかスクリーンネーム、あるいは.Macのアカウントが必要。
またAOLではICQネットワークの運営も行っていたため、かつてはICQクライアントとメッセージをやり取りすることもできた。
AOLの事業を運営していたVerizon Communicationsの子会社Oathが2017年10月6日に12月15日（米国時間）をもってサービスを終了することを発表し、同年12月15日に予定通りサービスを終了した。

## OSCARプロトコル
AOL Instant Messengerで採用されているプロトコルはOSCARと呼ばれ、原則的に非公開のプロトコルである。このOSCARプロトコルを独自に解析し実装したソフトウェアは数多くあったものの、運営元のAOLではこれらサードパーティー製ソフトウェアによるアクセスを自社ネットワークへの「クラッキング」であるとして、アクセスを遮断するなど厳しい態度を取り続けてきた。しかし2004年以降、互換クライアントのアクセスを遮断したという話は聞かない。
AppleのiChatのAIM対応はAOLから承認され、公式な実装を使用している。
2006年3月6日にOpen AIMのSDKが提供され、2008年3月5日には仕様が一部公開されている。
しかし、互換クライアントの開発者は独自に仕様を解析し実装しているようである。オープンソースの互換クライアントも数多くあり、そのソースコードを読むことでOSCARプロトコルを知ることができる。

## サードパーティー・クライアント
- OSCARプロトコル互換
  - Adium
  - BSFlite
  - Kopete
  - Miranda IM
  - Pidgin (旧称：Gaim)
  - Trillian
- TOC (Talk to OSCAR)プロトコル互換
  - TerraIM
  - TNT（Emacs 版）